# Nototriche phyllanthos
Nototriche phyllanthos är en malvaväxtart som först beskrevs av Antonio José Cavanilles, och fick sitt nu gällande namn av Arthur William Hill. Nototriche phyllanthos ingår i släktet Nototriche och familjen malvaväxter. Inga underarter finns listade i Catalogue of Life.